# Саламеа, Хорхе
Хорхе Саламеа Борда (1905—1969) — колумбийский писатель, поэт, переводчик, драматург, литературный критик, государственный и общественный деятель. Министр Министерства национального образования Колумбии (7 августа 1942 — 5 сентября 1942). Дипломат.
Лауреат Международной Ленинской премии «За укрепление мира между народами» (1967).

## Биография
Окончил гимназию и военное училище. В 1926—1927 годах путешествовал по Центральной Америке, затем отправился в Испанию, Францию и Англию. По возвращении в Колумбию в 1930-е годы занимал ряд ответственных государственных постов, был депутатом парламента, в 1932‒1935 и в 1945 годах — на дипломатической работе.
Служил послом Колумбии в Мексике (1943—1945) и Италии (1946—1947).
В 1952 году был брошен в тюрьму и чтобы избежать дальнейших репрессий режима президента Лауреано Гомеса Кастро бежал из Колумбии.
В 1950‒1960-е гг. — член Всемирного Совета Мира.
Будучи секретарём Всемирного Совета Мира, в 1952—1959 годах посетил ряд стран Европы, Ближнего Востока, побывал в Индии.

## Творчество
Выступал как прозаик, поэт-переводчик (соч. Сен-Жон Перса), драматург («Похищение сабинянок», 1941) и литературный критик.
Автор стихов, драм, романов, эссе, антиимпериалистических публицистических статей по вопросам современной политики и культуры.
Наиболее известны его разоблачительно-сатирические прозаические работы по критике диктатуры. Его политический памфлет «Метаморфоза его превосходительства» (написан 1949, опубл. 1963, рус. пер. 1969) и поэма-памфлет «Великий Бурундун-Бурунда умер» (1952) высмеивают латиноамериканских диктаторов.

## Избранные произведения
- Книги эссе
  - «Чудесная жизнь книг» (1941),
  - «Минерва за прялкой» (1949).

## Награды
- Кубинская премия Каса де лас Америкас (1965),
- Международная Ленинская премия «За укрепление мира между народами» (1967).